# 2010年科皮亞波礦難
27°9′36.73″S 70°29′48.4″W / 27.1602028°S 70.496778°W
2010年科皮亞波礦難，又稱智利礦災，是發生於智利的一場礦工意外事件。事故地點位於智利阿塔卡馬大區科皮亞波以北45公里處之聖何西礦坑（Mina San José），於2010年8月5日33位礦工受困在礦坑崩落處更深的地點。直至事發第70天，當地時間2010年10月13日0時12分，第一名礦工成功獲救。
本次礦災全員生還，所以成為國際新聞，並打破世界紀錄。救援行動以鳳凰號逃生艙（Phoenix）來拯救所有受困之礦工。 整個救援計劃花費約1,000-2,000萬美元，其中三分之一為私人企業捐獻，其餘則由智利國營礦業公司Codelco及智利政府支出。

## 經過

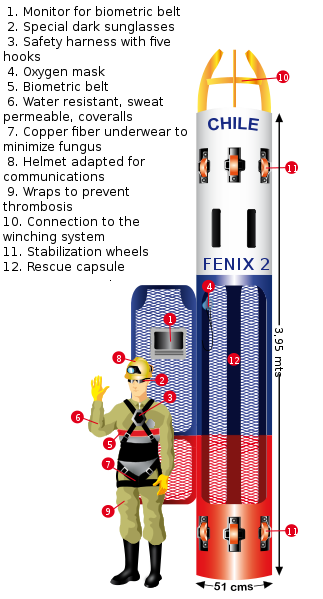
鳳凰號逃生艙

2010年8月5日，智利北部科皮亞波市（Copiapó）附近一座礦坑塌陷，33名礦工受困地表下700公尺。礦坑負責人於事故發生後數小時後通知當局。
8月6日，智利礦業部長高尔柏內縮短訪問厄瓜多行程，飛回智利指揮救援行動，救援人員於8月6日透過一個通風井，往下朝避難處前進，但最後被迫放棄這個救援途徑，因為礦坑再度坍塌，阻斷通道。智利總統塞巴斯蒂安·皮涅拉（Sebastián Piñera）縮短哥倫比亞訪問行程，返回智利跟受困礦工家屬待在礦坑外臨時營地。
8月8日，救援人員開始鑽挖直徑12公分孔洞，試圖找出礦工位置。8月11日，塞巴斯蒂安·皮涅拉開除「智利國家地質礦產局」負責人，矢言大力整頓該監控礦場安全機構。8月19日，鑽孔機鑽抵當局預測的礦工所在處，但沒有抵達避難處及發現礦工跡象。
8月22日，鑽孔機凌晨鑽達地底下688公尺，救援人員聽到敲打鑽孔機聲音，中午過後礦工在鑽孔機上繫紙條，上面寫著「我們33人全都平安待在避難處」。幾個小時後，救援人員首度拍到礦工的影像，顯示他們比原先預期情況好。高尔柏內和鑽孔救援行動負責人蘇加瑞表示，由於礦坑不穩定與鑽救援井需要時間，營救礦工需耗費3到4個月。
8月23日，食物、飲水與藥物送抵礦工手上，避難處的補給用品快將用盡。9月17日，救援鑽孔機抵達礦工受困處。
10月4日，高柏內稱，礦工於10日後半便可被救出來。礦工們開始準備重返地面，並把球王贝利（Pelé）簽名球衣與教宗本篤十六世賜福過念珠等獲贈禮物送回地表。10月8日，高尔柏內說，救援井最早可在當天鑽抵礦工受困處，營救礦工行動可在翌周展開。10月9日，救援人員完成救援井鑽挖工程，引發歡欣雀躍，智利政府說，礦工幾天內就可被救出來。
10月11日，救援人員完成利用金屬管補強救援井作業，防範在最後關頭發生災難，智利政府說，12日晚上便可開始將礦工救回地面。
10月13日，當地時間0時12分，第一名礦工成功獲救。並於同一天晚間9時56分，第33名礦工救出，全部安全。

遭遇本次礦災之礦工們，均為男性。分別為智利籍32名與玻利維亞籍1名。其中一名是法蘭克林·羅伯斯，他為智利前國家足球隊的成員。曾參與過1984年洛杉磯奧運。

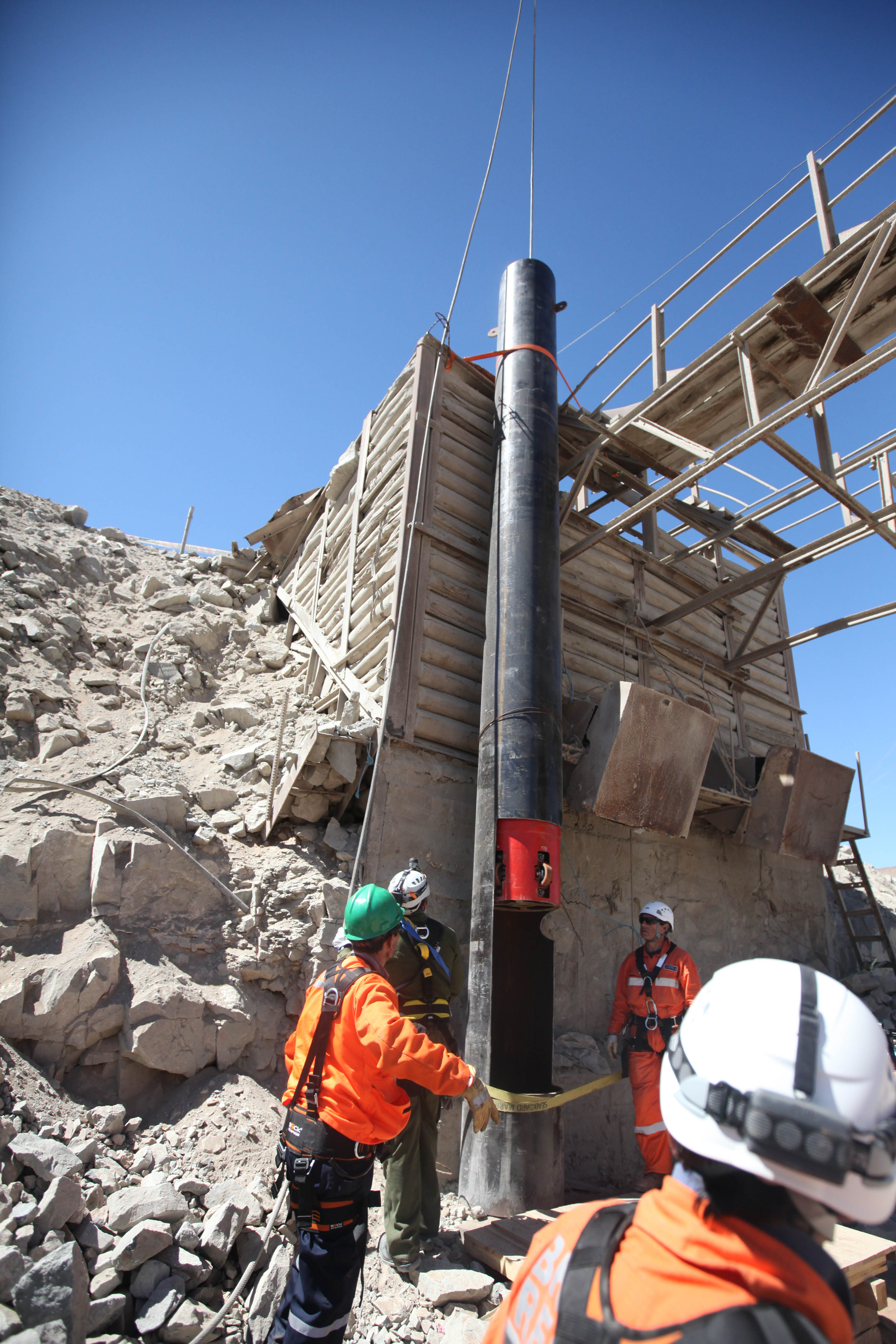
逃生艙地面架
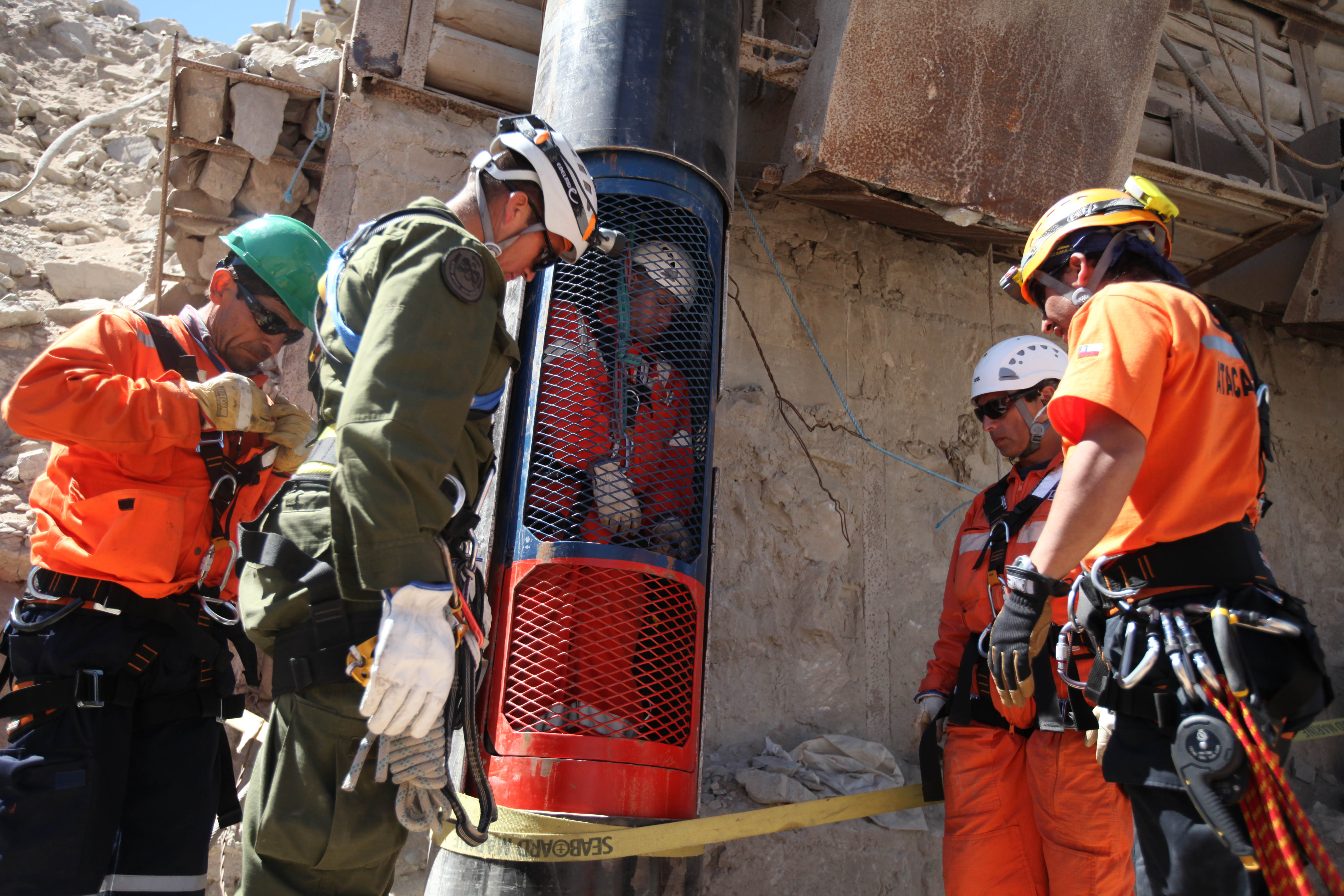
逃生艙救出
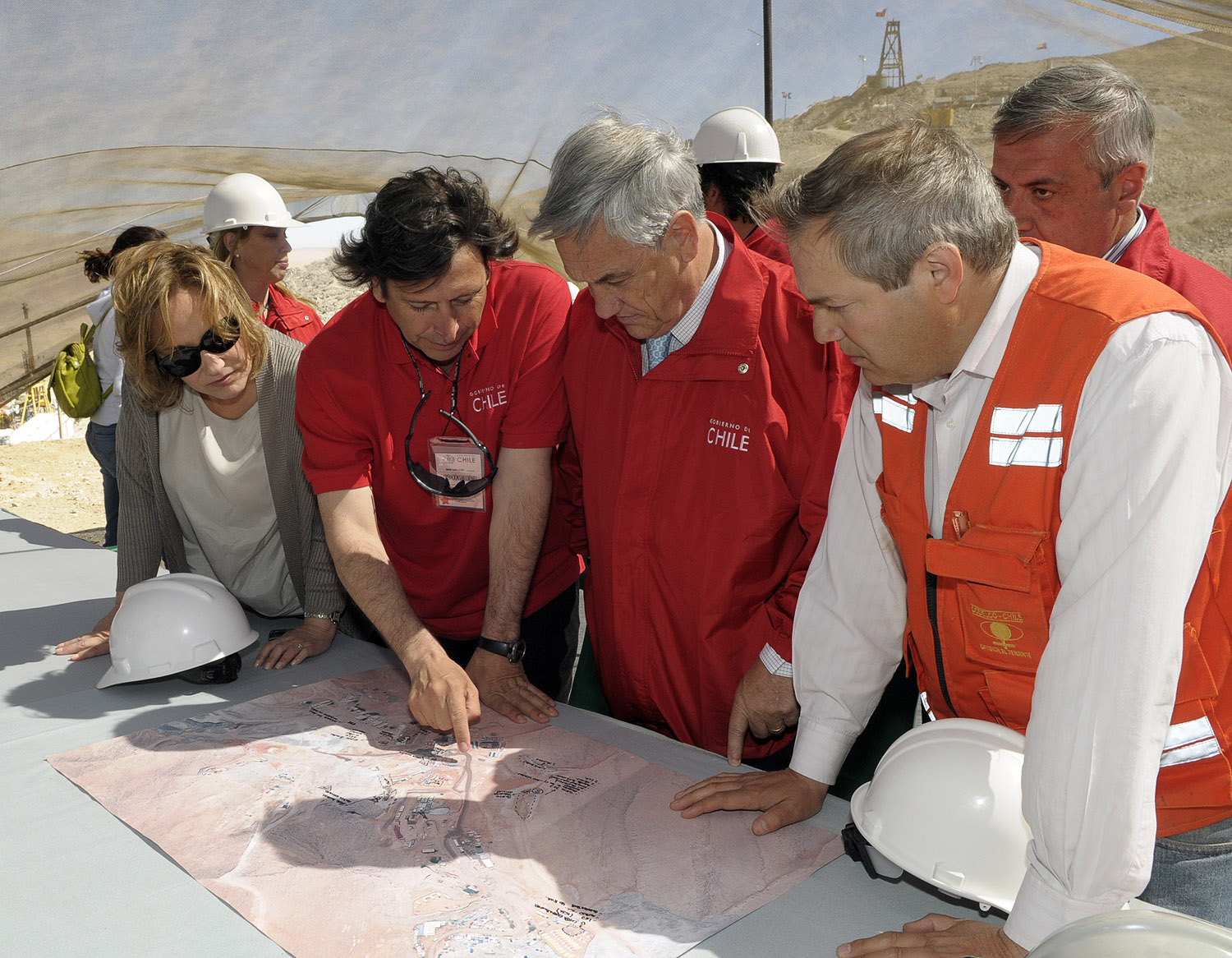
總統視察鑽探場
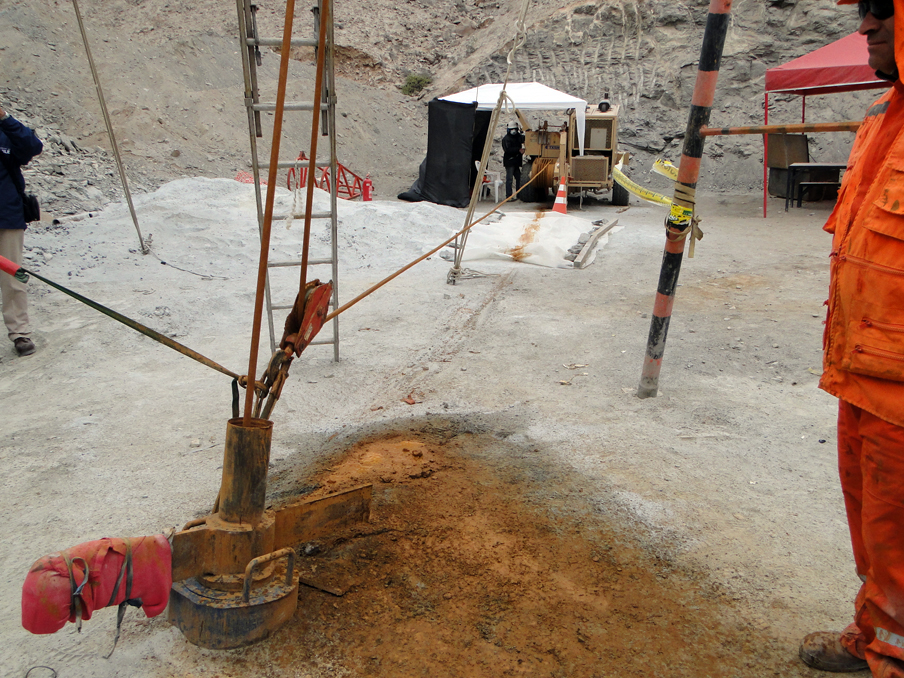
救援鑽井
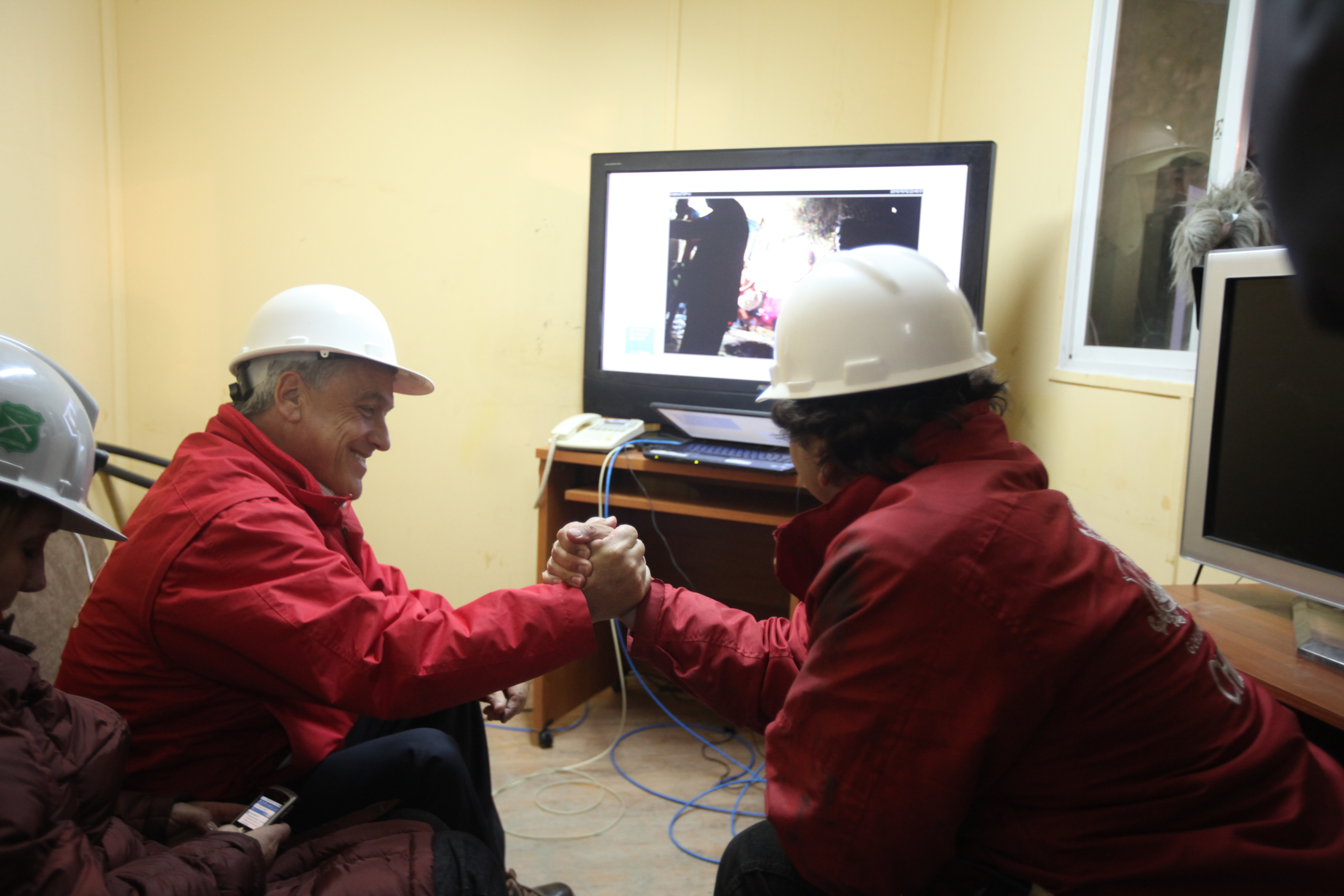
監控室

### 流行文化
- ，2015年智利电影

### 相似事故
- 2021年山东栖霞笏山金矿爆炸事故

### 照片
- High-Resolution, Aerial Image of Mine Site, (large image), DigiMapas, October 2010

### 视频
- YouTube上的Interview to Jeff Hart after reaching out the miners by Canal 13 UC de Chile. 9 October 2010.
- Emergency Mine Rescue（页面存档备份，存于）, NOVA Documentary, PBS, 53 minutes, 26 October 2010
- Miners Deep Inside Chilean Mine（页面存档备份，存于）, CBS News, 3 minutes, 27 August 2010
- Rescue Timeline (Plans with Animations)（页面存档备份，存于）, CBS News, 4.5 minutes, 15 October 2010
- Elation As Trapped Chile Miners Found Alive[永久], Sky News, 1 minute, 23 August 2010

The page cannot be found. The page may have been removed, had its name changed, or is just temporarily unavailable.* First of 33 Chilean Miners Rescued（页面存档备份，存于）, CBS News, 1 minute, 12 October 2010
- Final Chilean Miner Rescued（页面存档备份，存于）, Fox News, 7 minutes, 14 October 2010
- Miners on the Mend After Rescue（页面存档备份，存于）, Reuters News, 2 minutes, 14 October 2010
- Chilean Miners: 17 Days Buried Alive（页面存档备份，存于）, BBC, 1 hour, 12 August 2011
- Sobreviviendo la minería en Chile（页面存档备份，存于）, TeleSUR, 23 minutes, 13 October 2010 with subtitling in English